# Notophthiracarus phyllodes
Notophthiracarus phyllodes är en kvalsterart som beskrevs av Wojciech Niedbała 2006. Notophthiracarus phyllodes ingår i släktet Notophthiracarus och familjen Phthiracaridae. Inga underarter finns listade i Catalogue of Life.